# 布罗艾
Blåhaj（瑞典語發音：[ˈbloːhaj]，意为“蓝鲨”）或稱布罗艾，是瑞典宜家家居公司（IKEA）生產銷售的絨毛玩具。該絨毛玩具以藍鯊為原型，由再生聚酯制成，并成为十分流行的網路迷因。在跨性别社群中，它的知名度尤其高。在部分地区它还成了宜家的吉祥物。

## 物理特性
Blåhaj為長100厘米（39英寸），外形酷似蓝鲨的絨毛玩具，其填充物为再生聚酯。Blåhaj可以机洗，水温不应超过40°C (104°F)。
除此以外，宜家还銷售一种55厘米（22 英寸）长的小型Blåhaj。

## 生產及銷售
2021年9月，宜家的爱尔兰和新加坡推特账号就顾客对该玩具的问题回应称，Blåhaj将于2022年4月停产。此后又有消息称，Blåhaj已在中國大陸、臺灣、新加坡等地的宜家门店售空或下架。不过，宜家的美国推特账号后来表示，宜家将继续在美国出售。此后，宜家的媒体关系团队澄清，Blåhaj在多个国家的宜家网店的消失只是供应链的问题所造成的，该毛绒玩具并不会被停产。2022年初，新生产的Blåhaj的产地变成了印度尼西亚，也就是说宜家在此期间可能更换了供应商。

## 流行文化

跨性别骄傲旗，与Blåhaj的颜色相像。

2018年，随着社交媒体上一股用户分享自己家中Blåhaj的幽默照片的热潮，Blåhaj成为了热门的网络迷因。在这段时间里，由于其颜色与跨性别骄傲旗相像，人们开始将Blåhaj与LGBT群体，尤其是跨性别群体联系在了一起。当宜家发布了一系列广告支持2021年瑞士同性婚姻公投时，尽管该公司没有公开承认，但人们还是认为它承认了Blåhaj和LGBT群体，尤其是跨性别群体的这种联系。因此，Blåhaj被普遍视为线上跨性别社群的象征。 
此后，该玩具作为迷因继续出现在Instagram、Twitter、Reddit以及TikTok等社交媒体上，且在多个地区成为宜家最受欢迎的产品之一。Blåhaj还曾短暂出现在漫威影业制作的电视剧《鹰眼》中。
作为对宜家将在某些地区停止销售Blåhaj的公告的回应，该玩具的粉丝在网上发帖称它正在“灭绝”，使得“Blåhaj”一词在社交媒体一度成为热门话题。另外，该玩具在香港的部分宜家门店中还被用来展示真空袋的功能。此事在社交媒体上也引起了类似的讨论。
由于该玩具大受欢迎，宜家生产了一系列Blåhaj购物袋；这些购物袋在台湾和马来西亚等地区的门店中有售。宜家也将Blåhaj作为营销材料使用。譬如，宜家在日本售卖小公寓的营销活动中，将Blåhaj用作宣传活动的吉祥物。广告中，Blåhaj扮演一位想要建造一间小公寓的房地产经纪人。在马来西亚和台湾，宜家售卖一款形似Blåhaj的红豆芝麻包。宜家香港则将Blåhaj囊括为其尖沙咀分店宣传活动的一部分，称该地点为“尖鲨咀”。
2022年11月，宜家在加拿大举办了一场赠品活动，向跨性别者赠送名为“BEYOU”的特别版Blåhaj，其颜色为跨性别骄傲旗的颜色，并在特别版Blåhaj的鳍上绣有赠送对象的名字。位于新斯科舍省哈利法克斯的一家性健康中心得到了其中一只特别版Blåhaj。
此外，Blåhaj亦有於下列歌曲的MV中亮相：
- 2022年：姚焯菲《#BFF》[26]
- 2023年：moon tang《房屋供應問題》[27]